# Kenan Aşkan
Kenan Aşkan (* 1. Juni 1981 in Çorum) ist ein türkischer Fußballspieler.

## Karriere
Aşkan begann 1998 in der Jugend von Çorum Gençlerbirliği mit dem Vereinsfußball und spielte später noch für die Jugendmannschaft von Çorum Grup Özel Idare GSK. Zum Sommer 2000 wechselte er als Profispieler zum Drittligisten Hatayspor. Bei diesem Verein erkämpfte er sich auf Anhieb einen Stammplatz und behielt diesen in seiner dreijährigen Tätigkeit für diesen Verein. Zur Saison 2003 wechselte er innerhalb der Liga zum zentralanatolischen Ligakonkurrenten Yeni Kırşehirspor. Diesen Verein verließ er bereits nach einer Spielzeit und spielte anschließend der Reihe nach bei diversen Vereinen der TFF 2. Lig bzw. der TFF 3. Lig. Während seiner Zeit für Eskişehirspor wurde er mit seinem Team Playoffsieger der Drittligasaison 2005/06 und stieg damit in die TFF 1. Lig auf. Mit Kahramanmaraşspor stieg er als Meister der TFF 3. Lig in die TFF 2. Lig auf.
Zum Frühjahr 2011 heuerte Aşkan zum zweiten Mal in seiner Karriere bei Fethiyespor an. In seiner zweiten Saison für Fethiyespor erreichte die Mannschaft das Playofffinale, unterlag hier Adana Demirspor und verpasste so den Aufstieg in die TFF 1. Lig. In der Spielzeit 2012/13 erreichte er mit der Mannschaft erneut das Playofffinale. Dieses Mal gelang der Playoffsieg der TFF 2. Lig und damit der Aufstieg in die TFF 1. Lig.
In der letzten Woche der Sommertransferperiode 2013 wechselte er zum Amateurverein Zonguldak Kömürspor.

## Erfolge
Mit Eskişehirspor
- Playoffsieger der TFF 2. Lig und Aufstieg in die TFF 1. Lig: 2005/06

Mit Kahramanmaraşspor
- Meister der TFF 2. Lig und Aufstieg in die TFF 1. Lig: 2008/09

Mit Fethiyespor
- Playoffsieger der TFF 2. Lig und Aufstieg in die TFF 1. Lig: 2012/13